# Eriocnemis aline
El calzadito pechiblanco, colibrí pantalón chico, zamarrito pechiblanco (en Ecuador), calzoncitos diminuto (en Colombia) o calzadito de vientre esmeralda (en Perú) (Eriocnemis aline), es una especie de ave apodiforme de la familia Trochilidae (los colibríes) perteneciente al género Eriocnemis. Es nativo de regiones andinas del noroeste de América del Sur.

## Distribución y hábitat
Se distribuye por los Andes centrales y orientales de Colombia (al sur desde Boyacá), por la pendiente oriental de los Andes de Ecuador y Perú (al sur hasta Pasco).
Esta especie es considerada de distribución local en sus hábitats naturales: los bosques montanos húmedos de las zonas tropical y subtropical; prefiere la vegetación húmeda, como el bosque nuboso, donde es frecuentemente visto en pequeños claros. Con menos frecuencia en los bordes del bosque y evita bastante los ambientes más abiertos. Usualmente en altitudes entre 2300 y 2800 m.

## Sistemática

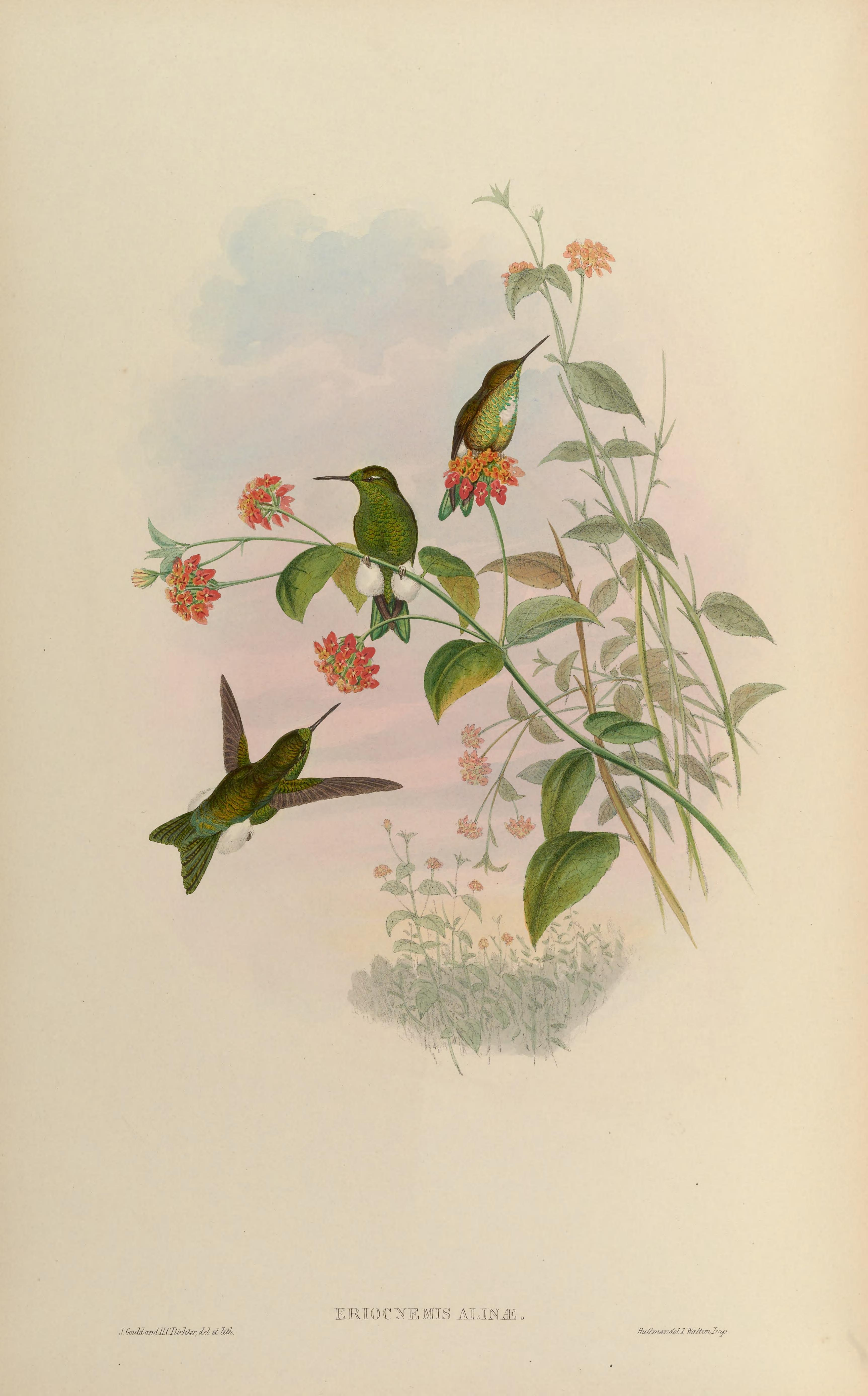
Eriocnemis alinae, ilustración de Gould y Richter en A monograph of the Trochilidae, or family of humming-birds 4, 1861.

### Descripción original
La especie M. aline fue descrita por primera vez por el ornitólogo francés Jules Bourcier en 1843 bajo el nombre científico Ornismya aline; su localidad tipo es: «Tunja, Colombia».

### Etimología
El nombre genérico femenino «Eriocnemis» es una combinación de las palabras del griego «erion» que significa ‘lana’, y «knēmis» que significa ‘bota’; y el nombre de la especie «aline», es un homenaje a Aline Bourcier, esposa del descritor de la especie, Jules Bourcier.

### Taxonomía
Es pariente próxima de Eriocnemis mirabilis, de la cual se separa por el árido valle del río Patía. El mismo autor describió la especie con los nombres aline y alinae con pocas semanas de diferencia, pero aline tiene prioridad.

### Subespecies
Según las clasificaciones del Congreso Ornitológico Internacional (IOC) y Clements Checklist/eBird  se reconocen dos subespecies, con su correspondiente distribución geográfica:
- Eriocnemis aline aline (Bourcier), 1843 – Andes orientales y sur de los Andes centrales de Colombia (al sur desde Boyacá) hasta la pendiente oriental de los Andes de Ecuador.
- Eriocnemis aline dybowskii Taczanowski, 1882 – pendiente oriental de los Andes del norte y centro de Perú (al sur hasta Pasco).